# مروث مائي
مروث مائي (الاسم العلمي:Coprinus aquatilis) هو نوع من الفطريات يتبع جنس المروث من الفصيلة المروثية.